# Byars (Oklahoma)
Byars es un pueblo ubicado en el condado de McClain en el estado estadounidense de Oklahoma. En el año 2010 tenía una población de 255 habitantes y una densidad poblacional de 260,91 personas por km².

## Geografía
Byars se encuentra ubicado en las coordenadas 34°52′22″N 97°3′0″O / 34.87278, -97.05000 (34.872892, -97.050120).

## Demografía
Según la Oficina del Censo en 2000 los ingresos medios por hogar en la localidad eran de $20,357 y los ingresos medios por familia eran $25,417. Los hombres tenían unos ingresos medios de $27,188 frente a los $20,179 para las mujeres. La renta per cápita para la localidad era de $18,647. Alrededor del 23.6% de la población estaban por debajo del umbral de pobreza.